# 부정출발
부정출발(영어: false start, 일본어식 영어: flying start)은 스포츠 용어 중 하나로, 심판의 출발 명령이 떨어지기 전에 부정한 방법으로 그보다 먼저 혹은 후에 출발하는 것이다.

## 부정출발 사례
- 심판의 출발 명령이 떨어지기 전에 주자의 손이나 발이 스타트 지면 또는 스타팅 블록에서 먼저 이탈하는 행위
- 출발 명령 후 적정 시간 경과 후에도 출발하지 않은 행위

## 스포츠에서의 부정출발

### 육상
2017년 현재 부정출발은 단 1회만 해도 경고 없이 곧바로 탈락 처리하도록 되어 있다. 과거에는 세 번째 부정출발 시 탈락 처리 하도록 되어 있었으나, 2003년 부터는 부정출발 시 첫 번째는 경고를 받고 두 번째부터는 탈락이었다. 이후 2010년 부터는 부정출발을 단 1회만 해도 곧바로 탈락 처리하도록 변경되었다. 2011년 자메이카의 우사인 볼트가 100m 결승에서 부정출발로 탈락 당한 이후 부정출발 1회만 해도 탈락하는 규정에 관해 논란이 일었던 적이 있다.

### 수영
수영도 부정출발 시에는 경고 없이 바로 탈락 처리하도록 되어 있다.

### 미식축구
공격을 개시할 때 공이 센터에게서 쿼터백으로 스냅이 되기 전에 스크림 라인에 있는 선수가 먼저 움직이면 반칙이다. 공격팀에게 보통 5야드 후퇴가 주어진다.

## 부정출발시 대처
부정출발을 하면 위에서 제시한 대로 부정출발 선수는 바로 탈락 처리되고 부정출발 선수를 제외한 나머지 선수만으로 경기한다.
단, 부정출발이 의심되지만 확실치 않은 경우 일단 경기를 진행했다가 경기 종료 후 비디오 판독 등을 통해 확인한다. 부정출발이 확인된 경우 부정출발 선수는 실격 처리되고 해당 선수의 하위 순위 선수들이 순위를 승계받는다.